# باغ‌وحش کورکئاساری
باغ‌وحش کورکئاساری (انگلیسی: Korkeasaari Zoo)، (فنلاندی: Korkeasaaren eläintarha) با نام قبلی باغ‌وحش هلسینکی، بزرگترین باغ‌وحش فنلاند است که در جزیره کُرکئاساری در هلسینکی واقع شده‌است.

## پیشینه
در سال ۱۸۸۹ این باغ‌وحش با حیوانات مرتبط با حیات‌وحش و طبیعت فنلاند افتتاح شد. این محل از محبوب‌ترین مکان‌ها برای گردشگری در هلسینکی است. کشتی و اتوبوس آبی بازدیدکنندگان را در تابستان از میدان بازار و محله هاکانیئمی به جزیره کرکئاساری می‌رساند. همچنین از طریق پلی به جزیره موستیکّاما، دسترسی به باغ‌وحش در تمام طول سال وجود دارد.

## فعالیت‌ها
این باغ‌وحش با دیگر باغ وحش‌های مدرن اروپا برای حفظ یک باغ وحش سالم و زنده با برنامه گونه‌های در معرض خطر اروپا همکاری می‌کند. یک کلینیک دامپزشکی پیشرفته برای حیوانات وحشی آسیب دیده و حیوانات نوزاد بدون والدین در این مکان ساخته شده‌است. این باغ وحش عضو انجمن آبزیگاه و باغ‌وحش‌های اروپا و اتحادیه بین‌المللی حفاظت از طبیعت است.

## مجموعه‌ها
حدود ۱۵۰ گونه جانوری و حدود هزار گونه گیاهی در باغ‌وحش کورکئاساری وجود دارد. این مجموعه به گونه‌ای انتخاب شده‌است که حیوانات در فضای باز بتوانند در آب و هوای فنلاند به راحتی زندگی کنند. این بدان معنی است که بسیاری از بزرگ‌زیاگان که برای گردشگران جذاب هستند مانند فیل، کرگدن و اسب آبی در محوطه باز کورکئاساری وجود ندارند. با این همه باغ‌وحش دارای دو ساختمان برای گونه‌های گرمسیری به نام‌های آمازونیا و آفریقا است.

## نگارخانه

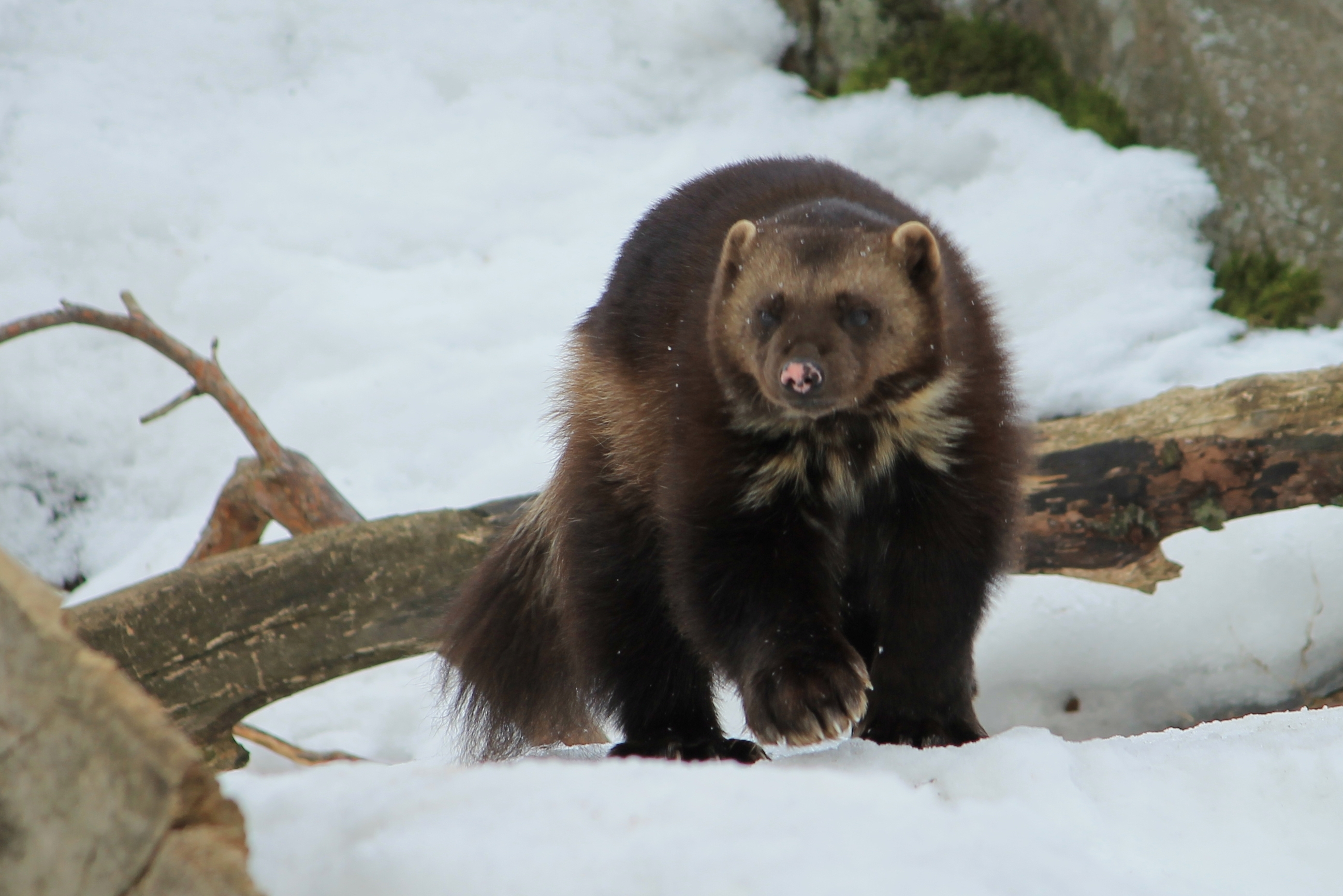
ولورین
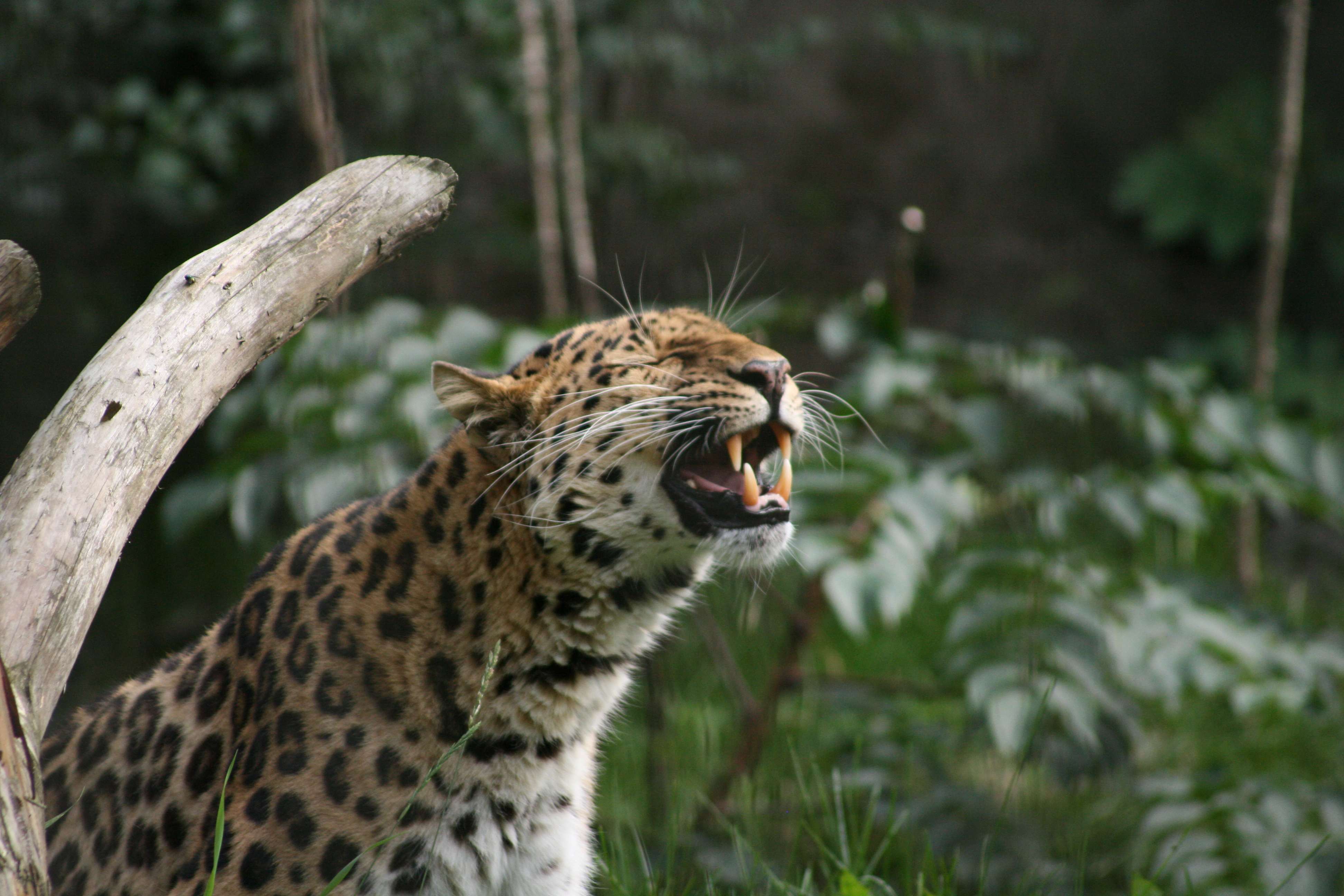
پلنگ آمور
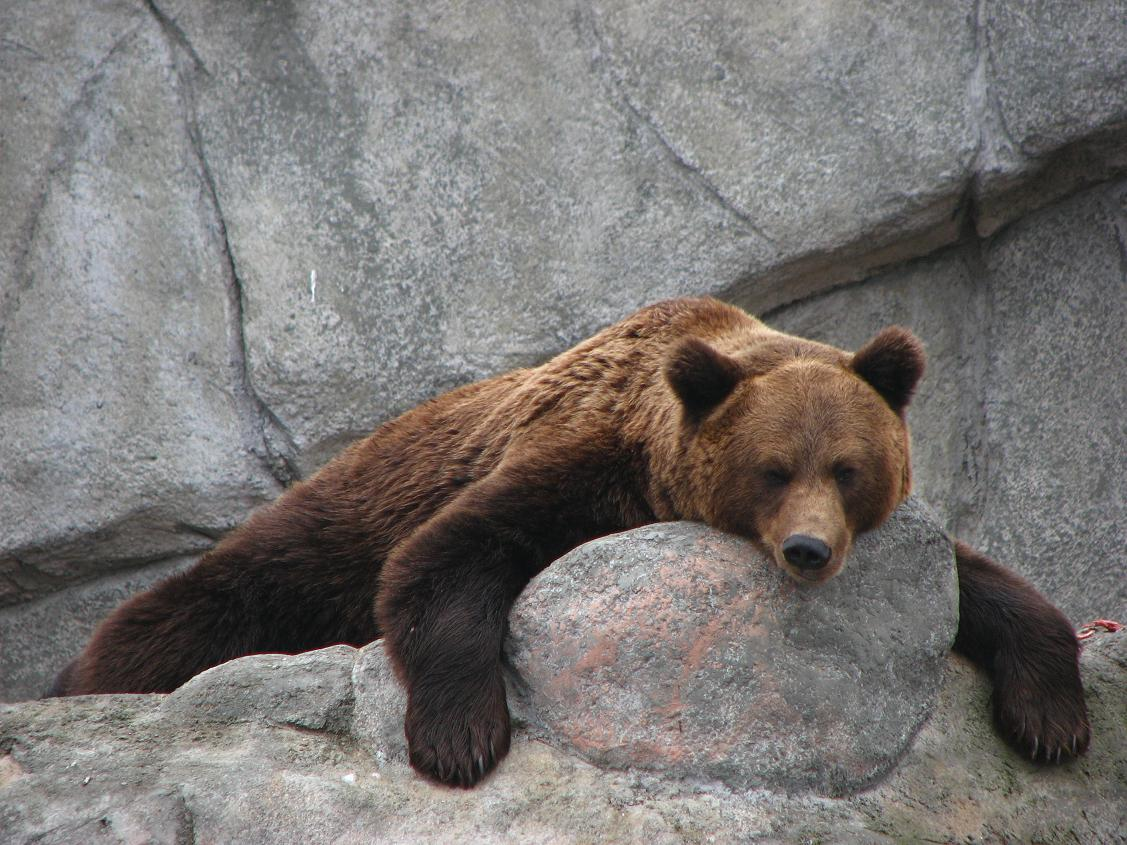
خرس قهوه‌ای
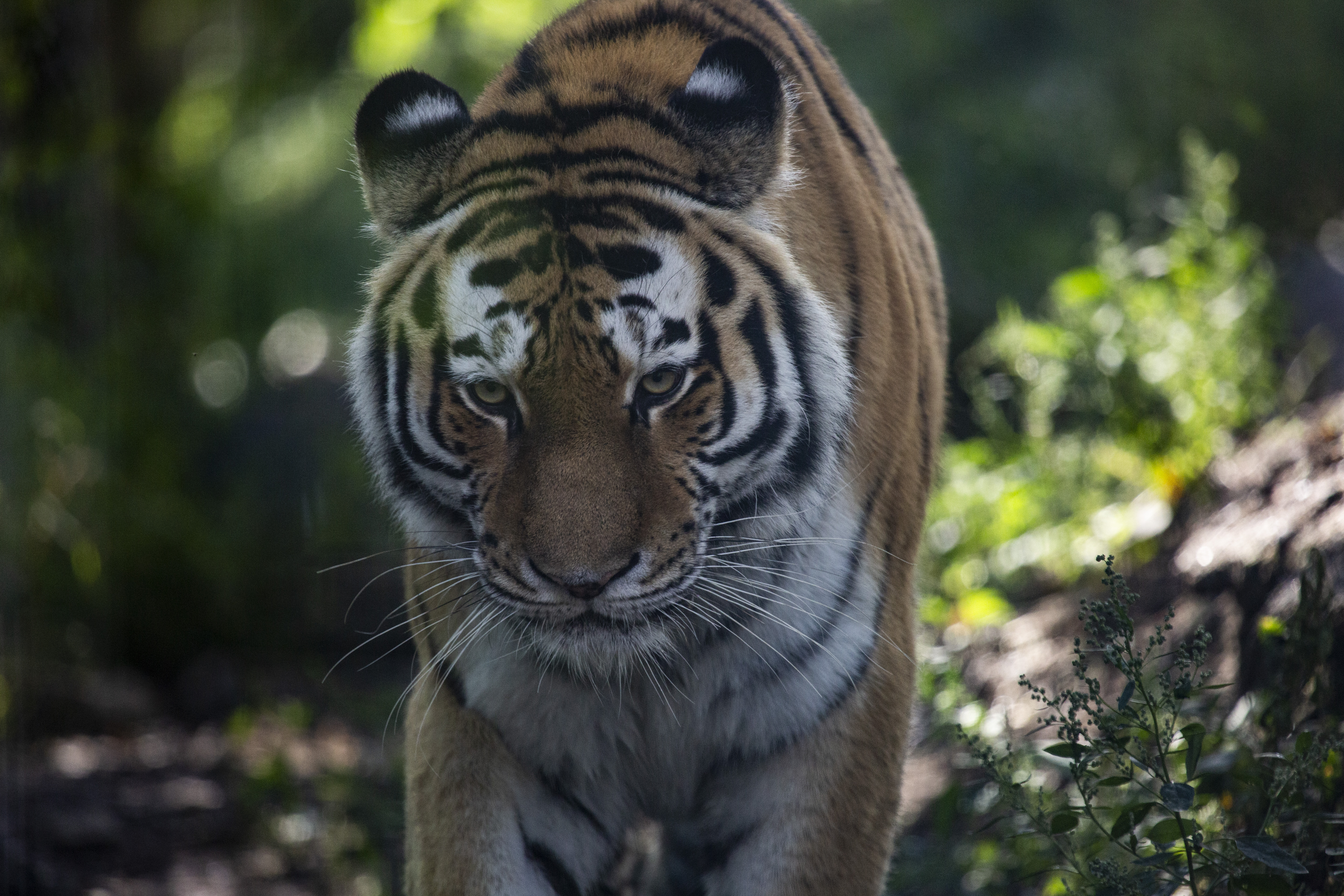
ببر سوماترایی
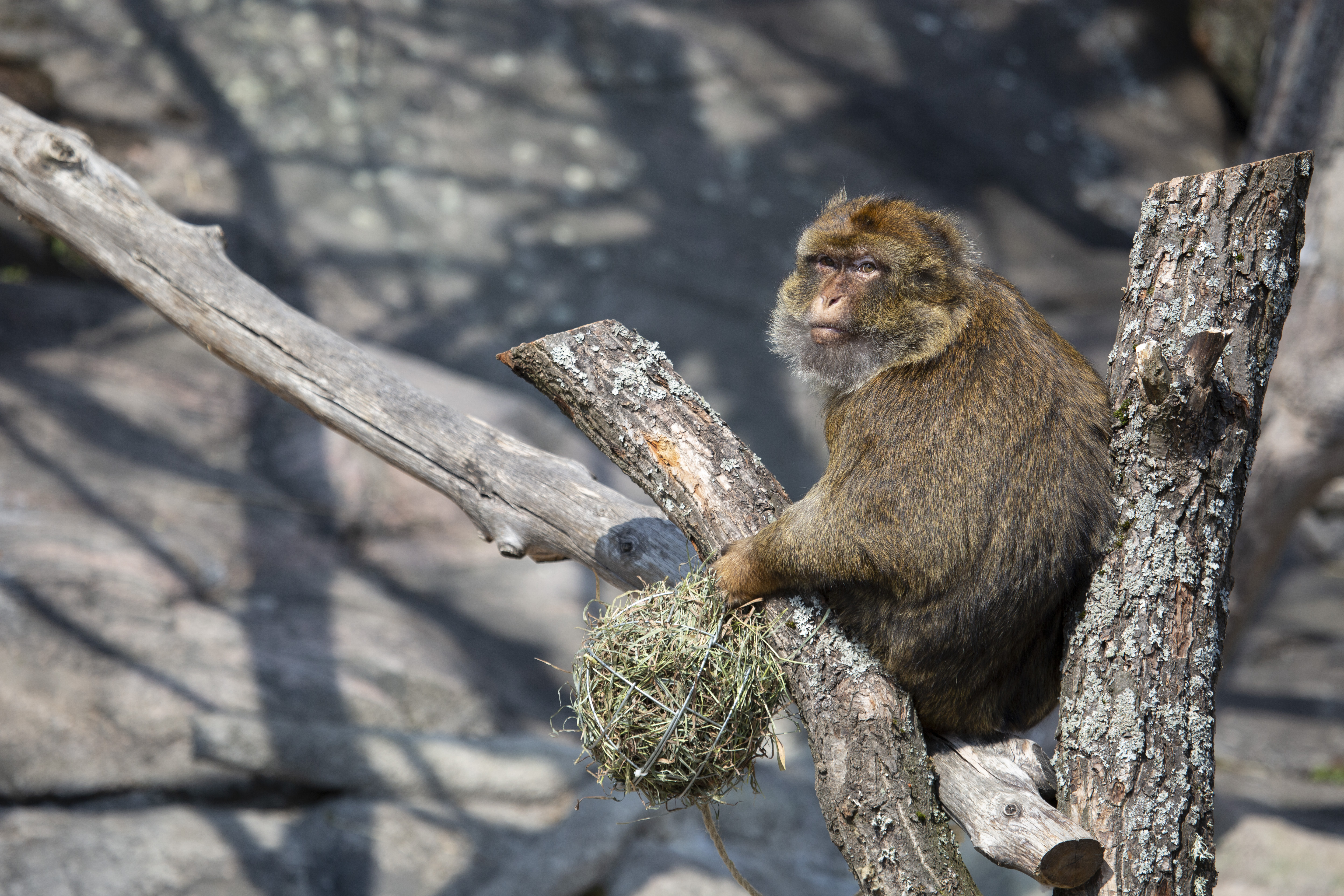
میمون بربری
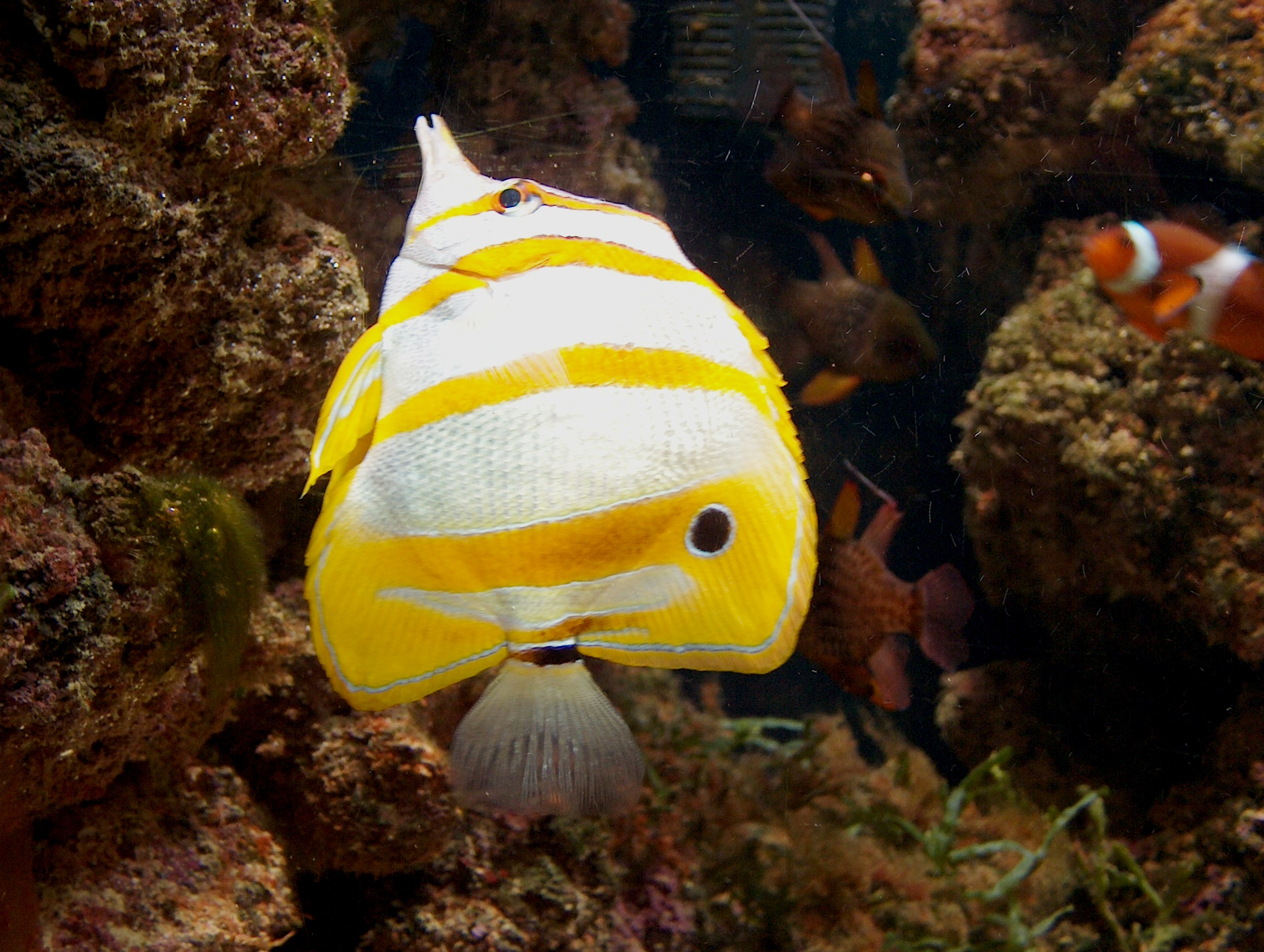
پروانه‌ماهی
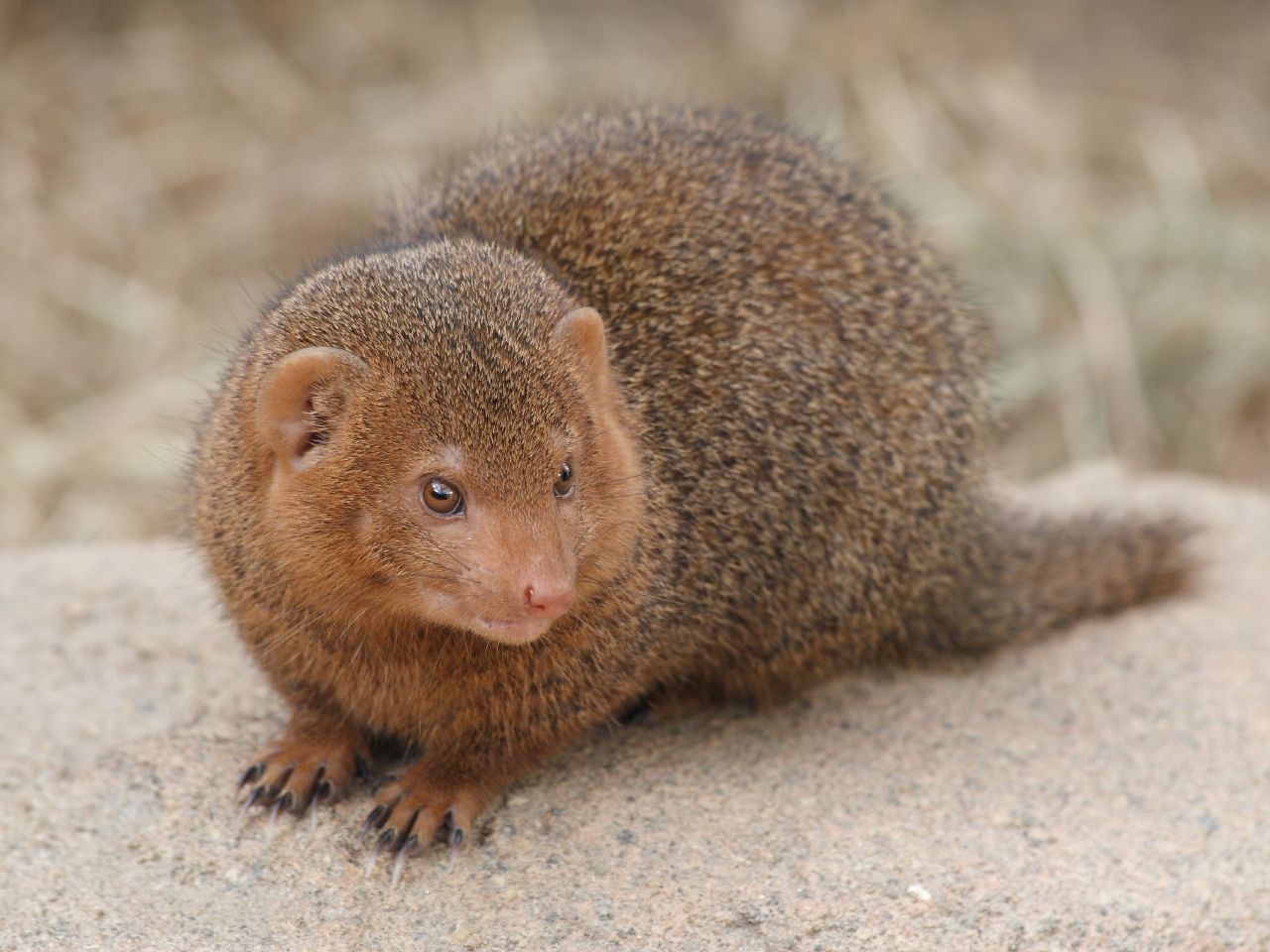
خدنگ کوتوله
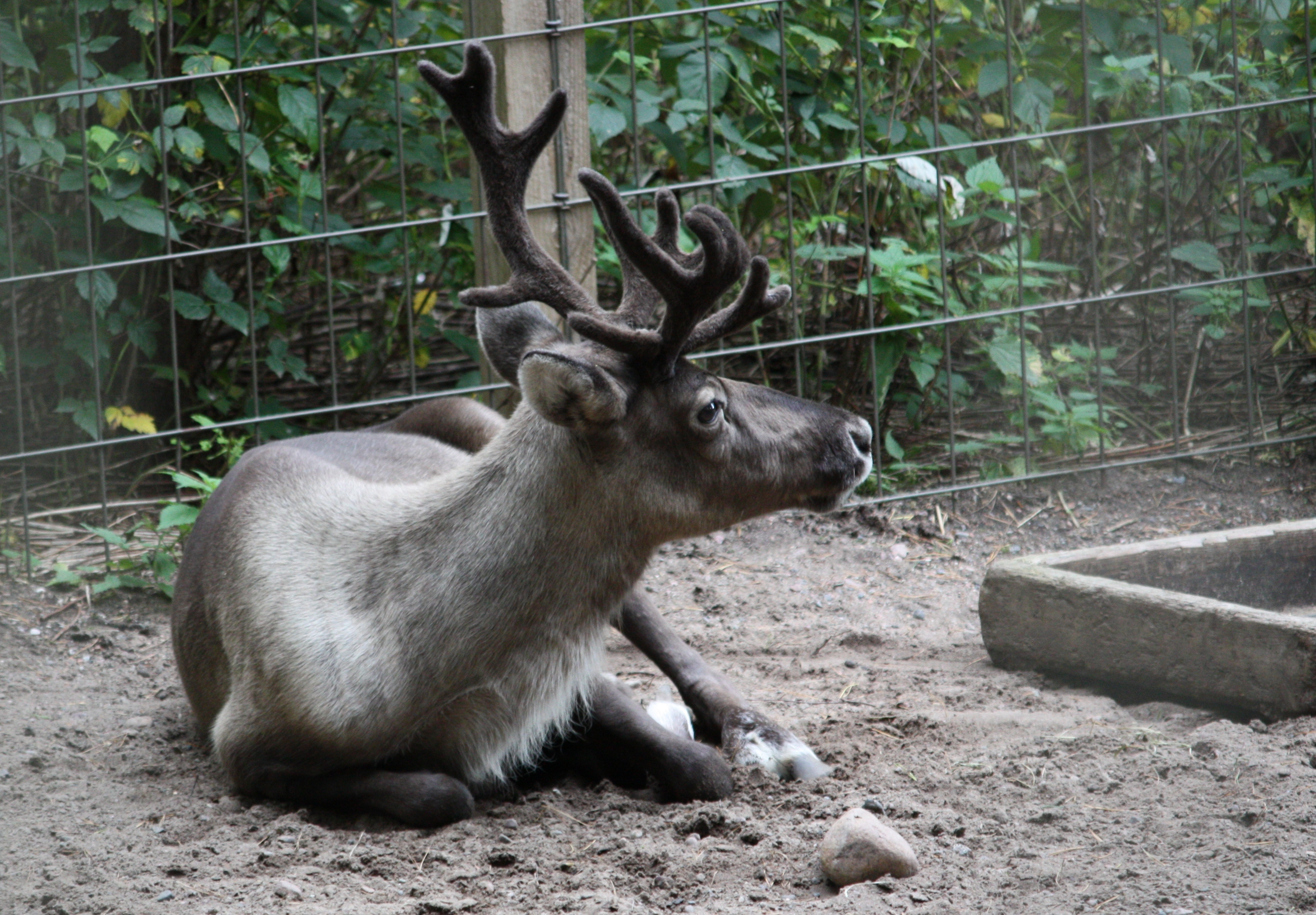
گوزن شمالی فنلاندی
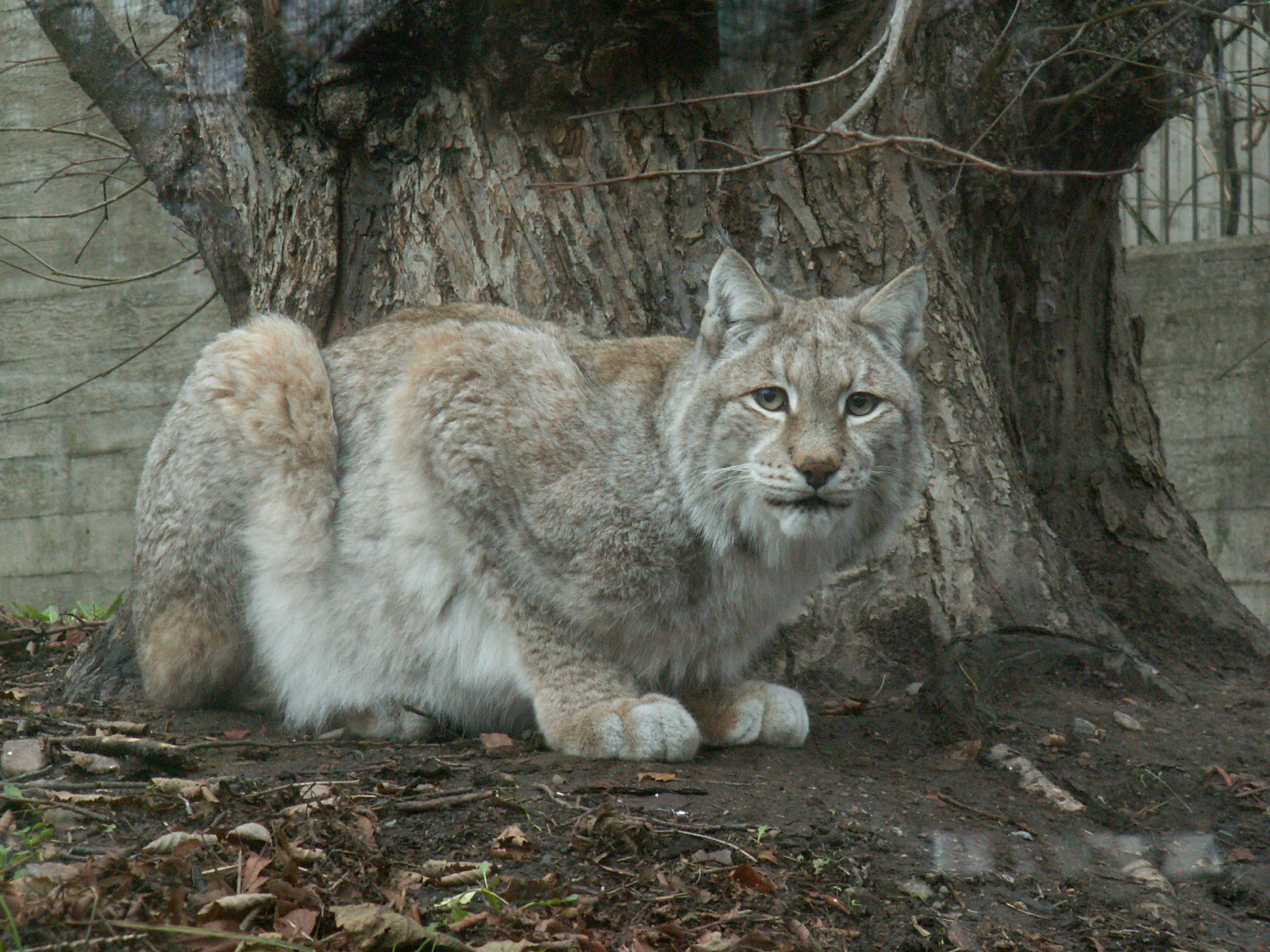
وشق اوراسیایی
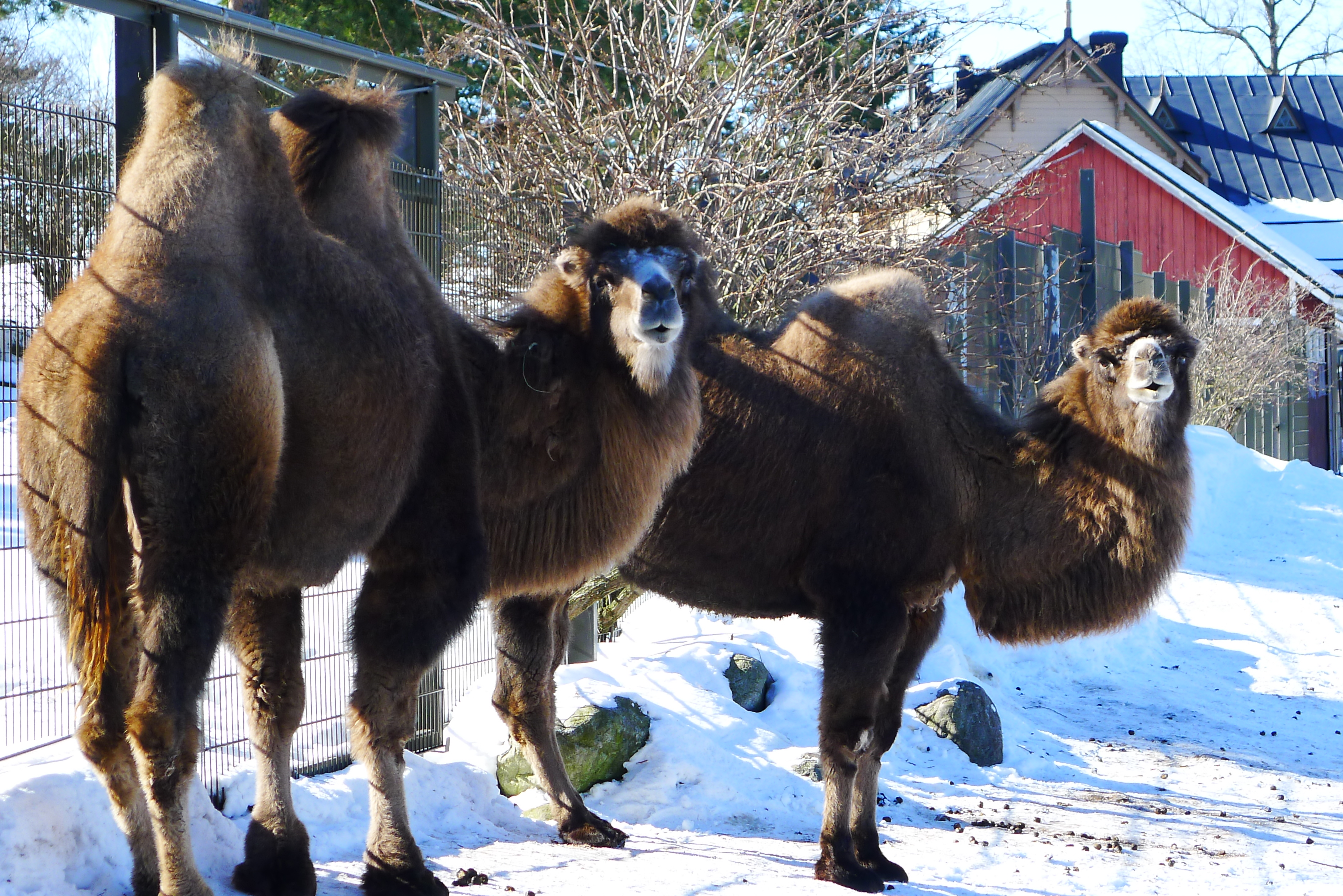
شتر دوکوهانه